# Tourville-les-Ifs
Tourville-les-Ifs és un municipi francès situat al departament del Sena Marítim i a la regió de Normandia. L'any 2007 tenia 534 habitants.

## Demografia

### Població
El 2007 la població de fet de Tourville-les-Ifs era de 534 persones. Hi havia 184 famílies de les quals 28 eren unipersonals (12 homes vivint sols i 16 dones vivint soles), 64 parelles sense fills, 72 parelles amb fills i 20 famílies monoparentals amb fills.
La població ha evolucionat segons el següent gràfic:
Habitants censats

### Habitatges
El 2007 hi havia 216 habitatges, 194 eren l'habitatge principal de la família, 11 eren segones residències i 11 estaven desocupats. 204 eren cases i 8 eren apartaments. Dels 194 habitatges principals, 169 estaven ocupats pels seus propietaris, 21 estaven llogats i ocupats pels llogaters i 3 estaven cedits a títol gratuït; 1 tenia una cambra, 7 en tenien dues, 14 en tenien tres, 36 en tenien quatre i 135 en tenien cinc o més. 154 habitatges disposaven pel capbaix d'una plaça de pàrquing. A 75 habitatges hi havia un automòbil i a 110 n'hi havia dos o més.

### Piràmide de població
La piràmide de població per edats i sexe el 2009 era:
| Homes | Edats   | Dones |
| ----- | ------- | ----- |
| 0     | 95 o +  | 0     |
| 0     | 90 a 94 | 0     |
| 4     | 85 a 89 | 4     |
| 4     | 80 a 84 | 0     |
| 4     | 75 a 79 | 8     |
| 8     | 70 a 74 | 0     |
| 16    | 65 a 69 | 4     |
| 8     | 60 a 64 | 16    |
| 16    | 55 a 59 | 28    |
| 0     | 50 a 54 | 4     |
| 16    | 45 a 49 | 20    |
| 24    | 40 a 44 | 20    |
| 36    | 35 a 39 | 32    |
| 16    | 30 a 34 | 24    |
| 8     | 25 a 29 | 24    |
| 12    | 20 a 24 | 8     |
| 12    | 15 a 19 | 40    |
| 32    | 10 a 14 | 24    |
| 16    | 5 a 9   | 24    |
| 12    | 0 a 4   | 36    |

## Economia
El 2007 la població en edat de treballar era de 355 persones, 244 eren actives i 111 eren inactives. De les 244 persones actives 225 estaven ocupades (120 homes i 105 dones) i 19 estaven aturades (5 homes i 14 dones). De les 111 persones inactives 46 estaven jubilades, 44 estaven estudiant i 21 estaven classificades com a «altres inactius».

### Ingressos
El 2009 a Tourville-les-Ifs hi havia 194 unitats fiscals que integraven 541 persones, la mediana anual d'ingressos fiscals per persona era de 18.801 €.

### Activitats econòmiques
Dels 9 establiments que hi havia el 2007, 1 era d'una empresa alimentària, 1 d'una empresa de fabricació d'altres productes industrials, 3 d'empreses de comerç i reparació d'automòbils, 1 d'una empresa de transport, 2 d'empreses de serveis i 1 d'una entitat de l'administració pública.
Dels 2 establiments de servei als particulars que hi havia el 2009, 1 era un taller de reparació d'automòbils i de material agrícola i 1 veterinari.
L'any 2000 a Tourville-les-Ifs hi havia 13 explotacions agrícoles.

## Equipaments sanitaris i escolars
El 2009 hi havia una escola elemental integrada dins d'un grup escolar amb les comunes properes formant una escola dispersa.

## Poblacions més properes
El següent diagrama mostra les poblacions més properes.